# Perrito bomba
Perrito bomba es un cortometraje mexicano de ficción, escrito y dirigido por Andrés Meléndrez, filmado en formato de 35mm, en el municipio de Tlayacapan, Morelos

## Trama
El cortometraje muestra cómo dos niños provincianos de un típico pueblo mexicano, encaran en un duelo a muerte de futbolito de mesa, a dos gandules cuya autoridad en trucos y jugadas es célebre en toda la región.

## Antecedentes
En 2005, el guion de Perrito Bomba  obtiene el primer lugar en el Maratón taller de Guion Cinematográfico: Expo locaciones-El Garfio.  En este concurso de convocatoria nacional , los guiones participantes fueron sometidos, en su primera etapa,  a una rigurosa selección que arrojó 12 finalistas. Los trabajos en competencia fueron leídos a lo largo de tres días por destacados actores del medio ante una nutrida concurrencia que eligió por votación directa al primer lugar.
Este fue tan solo el inicio de una larga etapa de preproducción comandada por la productora Luz Jaimes y Andrés Meléndrez  quienes a lo largo de 8 meses se dieron a la tarea de conseguir el financiamiento y equipo humano para levantar la producción.  En febrero de 2006 se asocian con la casa productora Calabazitaz Tiernaz-TV Azteca,  quienes aportan el resto de los recursos necesarios para arrancar formalmente el rodaje.

## Producción
- Escrita y dirigida por: Andrés Meléndrez ("Dr. Kinky")
- Producida por: Luz Jaimes Miranda
- Asistente de dirección: Gonzalo Alcantar ("Mr Gonx")

## Reparto
- Carlos Padilla - Niño menor
- Didier Aguilar - Niño mayor
- Diego Cuevas - Gandul Menor
- Emiliano Arriaga Laffán - Gandul mayor
- Jesús Ochoa - Tendero

## Festivales
- Festival Internacional de Cine Contemporáneo de la Ciudad de México FICCO
- Festival Expresión en Corto, Festival Internacional de Cine de Morelia
- Underground Film Fest-Playa del Carmen
- Festival Internacional de Cine de Cancún Riviera Maya